# Snapdragon (processor)
Qualcomm Snapdragon er en serie af cpu'er fra ARM, de er alle System on chip. 
Alle snapdragon indeholder et område i chippen til at dekode HD video. Alt efter hvilken model der er tale om kan de dekode 720p eller 1080p.
Fra 2011 har alle snapdragon chips en CPU "Krait" med hastigheder op til 2,5 GHz, en GPU "Adreno 225", 2G/3G/4G modems og en del har en Hexagon DSP co-processer.